# Route nationale 16 (Madagascar)
Pour les articles homonymes, voir Route nationale 16.
La route nationale 16 (N 16) est une route nationale orientée nord-sud s'étendant de Analavoky jusqu'à Iakora à Madagascar.

## Description
La route nationale 16 parcourt 81 km dans la région de Ihorombe.
Elle bifurque de la N 27 à Analavoky et se dirige vers le sud-est jusqu'à Iakora.
La route traverse un paysage composée de collines arides et de vallées fluviales.
La N16 est un chemin de terre, en partie pas plus qu'un chemin de sable, mais elle enjambe des ponts permanents sur de petites rivières.

## Parcours
- Analavoky (croisement de la N 27)
- Iakora